# Chomelia ribesioides
Chomelia ribesioides là một loài thực vật có hoa trong họ Thiến thảo. Loài này được Benth. ex A.Gray mô tả khoa học đầu tiên năm 1860.